# Кейнс, Джон Мейнард
Джон Ме́йнард Кейнс, 1-й барон Кейнс CB (англ. John Maynard Keynes, 1st Baron Keynes; 5 июня 1883 года, Кембридж, Англия, Великобритания, Британская империя — 21 апреля 1946 года, поместье Тилтон, графство Суссекс, Англия, Великобритания, Британская империя) — английский экономист, основатель кейнсианского направления в экономической науке.
Во время Великой депрессии 1930-х годов Кейнс стал инициатором революции в экономическом мышлении, бросив вызов идеям неоклассической экономической теории, согласно которым свободные рынки в краткосрочной и среднесрочной перспективе автоматически обеспечат полную занятость, если работники будут гибкими в своих требованиях касательно размеров заработной платы. Он утверждал, что совокупный спрос (общие расходы в экономике) определяет общий уровень экономической активности, и что неадекватный совокупный спрос может привести к длительным периодам высокой безработицы. Кейнс выступал за использование фискальной и денежно-кредитной политики для смягчения негативных последствий экономических спадов и депрессий. Он подробно изложил эти идеи в своём большом произведении «Общая теория занятости, процента и денег», опубликованном в 1936 году. В середине и конце 30-х годов ведущие западные экономики приняли политические рекомендации Кейнса. Почти все капиталистические правительства сделали это к концу двух десятилетий после смерти Кейнса в 1946 году.
Как глава британской делегации, Кейнс участвовал в разработке международных экономических институтов, созданных после окончания Второй мировой войны, но предложения Кейнса были отвергнуты американской делегацией по ряду аспектов. Влияние Кейнса начало ослабевать в 1970-х годах, отчасти из-за стагфляции, которая мучила англо-американскую экономику в течение этого десятилетия, а отчасти из-за критики кейнсианской политики Милтоном Фридманом и другими монетаристами, которые оспаривали способность правительства благоприятно регулировать экономический цикл с помощью мер фискальной политики. Однако наступление мирового финансового кризиса 2007—2008 годов вызвало возрождение кейнсианской мысли. Кейнсианская экономическая теория обеспечила теоретическую основу для экономической политики, предпринятой в ответ на кризис президентом США Бараком Обамой, премьер-министром Великобритании Гордоном Брауном и другими главами правительств.
В 1999 году журнал Time включил Кейнса в число самых важных людей века, утверждая, что «его радикальная идея о том, что правительства должны тратить деньги, которых у них нет, может спасти капитализм». Возникшее под влиянием идей Кейнса экономическое течение впоследствии получило название «кейнсианство». Считается одним из основателей макроэкономики как самостоятельной науки.
Кроме того, Кейнс создал оригинальную теорию вероятностей, основанную на предположении, что вероятность является логическим, а не числовым отношением.

## Биография

### Личная и семейная жизнь
Кейнс родился в Кембридже в семье известного экономиста, преподавателя экономики, логики и философии в Кембриджском университете, Джона Невила Кейнса, и Флоренс Ады Браун (англ. Florence Ada Brown), успешной писательницы, занимавшейся также и общественной деятельностью, она была первой женщиной-мэром Кембриджа. Его младший брат, Джефри Кейнс (англ. Geofferey Keynes) (1887—1982), был хирургом и библиофилом, его младшая сестра Маргарет (1890—1974) была замужем за лауреатом Нобелевской премии физиологом Арчибальдом Хиллом. Племянница экономиста — Полли Хилл — также является известным экономистом. Мейнард Кейнс рос в университетской преподавательской среде, на его пятилетие прабабка Джейн Элизабет Форд написала ему:

 Ожидается, что ты вырастешь очень умным, поскольку всё время живёшь в Кембридже
Работая в библиотеке в Итоне в возрасте шестнадцати лет, Кейнс построил генеалогическое древо Кейнсов, начиная с первого своего предка на территории Англии, прибывшего с Вильгельмом Завоевателем — Уильяма де Кааня, вассала герцога Роберта Мортэна, брата герцога Уильяма (Вильгельма) Нормандского.
Летом 1909 г. Мейнард Кейнс переехал в квартиру из нескольких комнат, расположенных в надвратном этаже старого сторожевого дома между Кинг-лэйн и Веббкортом в Кембридже. Это помещение Кейнс занимал до самой смерти. Нормы поведения в Королевском колледже становились всё менее и менее стеснительными. В одном из своих писем Дункану Гранту 5 декабря 1909 г. Мейнард после банкета писал: «Что с нами станет с нашими репутациями, ведают только небеса… Прежде мы никогда так себя не вели — и удивляюсь, если подобное когда-нибудь повторится…» Несомненно, Кейнс сгущал краски на потребу находившемуся в Лондоне Дункану, но тем не менее, историк Королевского колледжа Патрик Уилкинсон отмечает, что в 1908 году посетителя колледжа поражало, как «откровенно мужские пары выставляли напоказ свою взаимную привязанность». 7 апреля 1909 г. Мейнард Кейнс и Дункан отправились в двухнедельный отпуск в Версаль. Это вызвало первый кризис в их отношениях. Дункан написал Генри Джеймсу: «Я сказал, что больше не люблю его», Дункан отказывался быть запертым в клетке единственной связи. Кейнс продолжал материально помогать Гранту всю свою жизнь.
Родившись в семье профессора, Мейнард Кейнс был продуктом кембриджской цивилизации в самом её расцвете. В круг Кейнса входили не только философы — Джордж Эдвард Мур, Бертран Рассел, Людвиг Витгенштейн, но и такое экзотическое порождение Кембриджа, как Блумсберийская группа. Это был круг писателей и художников, с которыми Кейнса связывала тесная дружба. Его окружала атмосфера брожения умов и пробуждение сексуальности, характерная для перехода от викторианской Англии к эпохе короля Эдуарда VII.
В октябре 1918 года Кейнс встретил русскую балерину дягилевской антрепризы Лидию Лопухову на первых послевоенных сезонах в Лондоне, в 1921 году Кейнс влюбился в Лидию, когда она танцевала в дягилевской постановке «Спящей красавицы» Чайковского в лондонском театре Альгамбра. 4 августа 1925 года они поженились, как только Лидия получила развод от своего первого русского мужа Рандолфо Барроки. В том же году Дж. М. Кейнс совершил свою первую поездку в СССР на празднование 200-летия Академии наук, а также стал балетным меценатом и даже сочинял балетные либретто. Кроме того, Дж. М. Кейнс был в СССР ещё в 1928 и 1936 годах с частными визитами. Брак Кейнса, по всей видимости, был счастливым, хотя из-за проблем медицинского характера супруги не могли иметь детей (в 1927 году у Лидии был выкидыш). Лидия пережила Кейнса и умерла в 1981 году.
Кейнс был очень высоким, примерно, 198 см. Он был успешным инвестором и сумел сколотить неплохое состояние. После краха фондового рынка 1929 года Кейнс оказался на грани банкротства, но вскоре сумел восстановить своё богатство.
Увлекался коллекционированием книг и сумел приобрести многие оригинальные работы Исаака Ньютона. Кейнс называл его Последним Алхимиком (англ. «the last alchemist») и посвятил ему лекцию «Newton, the Man». Именно после появления этого труда в 1947, как отмечают: «Культ Ньютона уступил место изучению его реальной личности».
К моменту смерти Кейнса в 1946 году его инвестиционный портфель оценивался в 400 тысяч фунтов стерлингов (сегодня это 11,2 миллиона), а стоимость коллекции книг и предметов искусства составила 80 тысяч фунтов стерлингов (2,2 миллиона).
Интересовался литературой и драматургией, оказывал финансовую помощь Кембриджскому художественному театру, что позволило этому театру стать, хотя и только на некоторое время, наиболее значительным британским театром, расположенным вне Лондона.

### Образование
Кейнс учился в Итоне, в Королевском колледже в Кембридже с 1902 по 1906 год, причём в университете учился у Альфреда Маршалла, который был высокого мнения о способностях студента. Профессор этики Генри Сиджвик обучал Кейнса гуманитарным наукам. Кейнс интересовался кроме экономики политикой, завоевал кресло президента Кембриджского союза студентов в 1905 г.
В Кембридже Кейнс принимал активное участие в работе научного кружка, которым руководил популярный среди молодёжи философ Джордж Мур, был членом философского клуба «Апостолы», где завязал знакомство со многими своими будущими друзьями, ставшими впоследствии членами Блумсберийского кружка интеллектуалов, созданного в 1905—1906 гг. Например, членами этого кружка были философ Бертран Рассел, литературный критик и издатель Клайв Белл и его жена Ванесса, литератор Леонард Вулф и его жена писательница Вирджиния Вулф, литератор Литтон Стрэчи.

### Карьера
С 1906 по 1914 годы Кейнс работал в Департаменте по делам Индии, в Королевской комиссии по индийским финансам и валюте. В этот период он пишет свою первую книгу — «Денежное обращение и финансы Индии» (1913), а также диссертацию по проблемам вероятностей, основные результаты которой в 1921 году были опубликованы в работе «Трактат о вероятности». После защиты диссертации в 1908 году Кейнс начинает преподавать в Королевском колледже, куда возвращается по приглашению А. Маршалла вплоть до 1915 года.
В 1911 году Кейнс становится редактором журнала The Economic Journal и остаётся на этом посту до 1945 года. В период с 1915 по 1919 год Кейнс служит в Министерстве финансов. В 1919 году как представитель Министерства финансов Кейнс участвует в Парижских мирных переговорах и предлагает свой план послевоенного восстановления европейской экономики, который не был принят, но послужил основой для работы «Экономические последствия мира». В этой работе он, в частности, возражал против экономического притеснения Германии: наложения огромных контрибуций, которые в конечном итоге, по мнению Кейнса, могли привести (и, как известно, привели) к усилению реваншистских настроений. Напротив, Кейнс предлагал ряд мер по восстановлению экономики Германии, понимая, что страна является одним из важнейших звеньев мировой экономической системы. Протестуя против принятых решений, он покинул конференцию, сложив свои полномочия. И в этом же году написал книгу «Экономические последствия Версальского мирного договора», принёсшую ему всемирную известность.
В 1919 году Кейнс возвращается в Кембридж, но большую часть времени проводит в Лондоне, состоя в правлении нескольких финансовых компаний, редколлегии ряда журналов (был владельцем еженедельника Nation, а также редактором (с 1911 по 1945 гг.) журнала The Economic Journal, занимаясь консультированием правительства.
В 1920-е годы Кейнс занимается проблемами будущего мировой экономики и финансов. Кризис 1921 г. и последовавшая за ним депрессия привлекли внимание учёного к проблеме стабильности цен и уровня производства и занятости. В 1923 году Кейнс публикует «Трактат о денежной реформе», где анализирует причины и последствия изменения стоимости денег, при этом уделяет внимание таким важным моментам, как влияние инфляции на распределение доходов, роль ожиданий, зависимость между ожиданиями в изменении цен и процентными ставками и т. д. Правильная денежно-кредитная политика, по мнению Кейнса, должна исходить из приоритета поддержания стабильности внутренних цен, а не ставить целью поддержание завышенного курса валюты, как это делало в тот период правительство Великобритании. Кейнс критикует проводимую политику в своём памфлете «Экономические последствия валютной политики мистера Черчилля» (1925).
Во второй половине 1920-х годов Кейнс посвящает себя «Трактату о деньгах» (1930), где продолжает исследовать вопросы, касающиеся валютных курсов и золотого стандарта. В этой работе впервые появляется идея об отсутствии автоматической балансировки между ожидаемыми сбережениями и ожидаемыми инвестициями, то есть их равенства на уровне полной занятости.
В конце 1920-х — начале 1930-х годов экономику США поразил глубокий кризис — «Великая депрессия», охватившая не только американскую экономику — европейские страны тоже были подвержены кризису, причём в Европе этот кризис начался даже раньше, чем в США. Руководители и экономисты ведущих стран мира лихорадочно искали способы выхода из кризиса.
Временами Кейнс проявлял интерес к Советской России и проводимому там в то время экономическому эксперименту. Для этого были и личные основания, поскольку его женой была русская по происхождению балерина. В сентябре 1925 года Кейнс посетил Москву и Ленинград. Результатом явилось опубликование статьи «Беглый взгляд на Россию» («Short View on Russia»), в которой он определил коммунистическую идеологию как форму религии:

Ленинизм — странная комбинация двух вещей, которые европейцы на протяжении нескольких столетий помещают в разных уголках своей души, — религии и бизнеса. Подобный факт действует шокирующе, так как перед нами совершенно новый тип религии, делающей нас высокомерными, и потому что бизнес, подчиняющийся такой религии — вместо того, чтобы развиваться по своим независимым законам; — становится крайне неэффективным.— 
Известно, что Кейнс во многом сочувственно относился к проводимым в то время экономическим преобразованиям в Советском Союзе

Временами ощущается, что именно здесь — несмотря на бедность, глупость и притеснения — Лаборатория Жизни. Именно здесь различные химические элементы связываются в новые комбинации, здесь же они издают неприятный запах и даже взрываются. Но кое-что в случае удачного исхода может и состояться.
Не следует забывать, что Кейнс в значительной степени был критиком капитализма. И хотя здесь его выводы не заходили так далеко, как это было у К. Маркса, они предполагали серьёзную корректировку капиталистической системы на основании предпосылки об отсутствии в рыночной экономике механизма саморегуляции.
В 1929 году Кейнс был назначен членом Королевской комиссии по финансам и промышленности и Экономического консультативного совета. В феврале 1936 года учёный публикует свой основной труд — «Общую теорию занятости, процента и денег», в которой к примеру вводит понятие мультипликатора накопления (мультипликатора Кейнса), а также формулирует свой «основной психологический закон». После «Общей теории занятости, процента и денег» за Кейнсом утверждается статус лидера в экономической науке и экономической политике своего времени.
В 1940 году Кейнс стал членом Консультативного комитета при Министерстве финансов по военным проблемам, затем советником министра. В том же году он публикует работу «Как оплачивать войну?». Изложенный в ней план подразумевает депонирование в принудительном порядке всех средств, оставшихся у людей после уплаты налогов и превышающих некоторый уровень, на специальные счета в Почтовом сберегательном банке с их последующим разблокированием. Такой план позволял решить сразу две задачи: ослабить инфляцию спроса и уменьшить послевоенный спад.
В 1942 году Кейнс стал членом Палаты лордов. Был президентом Эконометрического общества (1944—1945).
Во время Второй мировой войны Кейнс посвящает себя вопросам международных финансов и послевоенного устройства мировой финансовой системы. Он принимал участие в разработке концепции Бреттон-Вудской системы, в том числе предлагал введение международной валюты банкор. В 1945 году вёл переговоры об американских займах Великобритании. Кейнсу принадлежит идея создания системы регулирования валютных курсов, которая бы сочеталась с принципом их стабильности де-факто в долгосрочной перспективе. Его план предусматривал создание Клирингового союза, механизм которого позволил бы странам с пассивным платёжным балансом обращаться к накопленным другими странами резервам.
В марте 1946 года Кейнс участвовал в открытии Международного валютного фонда.

### Смерть
Всю свою жизнь Кейнс энергично трудился на благо как общественности, и своих друзей, даже когда его здоровье было плохим, он трудился, чтобы упорядочить финансы своего старого колледжа. Он работал над созданием международной валютной системы, которая была бы полезна для мировой экономики. В 1946 году Кейнс перенес серию сердечных приступов, которые в конечном итоге оказались фатальными. Они начались во время переговоров об англо-американском займе в Саванне, штат Джорджия, где он пытался добиться выгодных условий для Соединенного Королевства от Соединенных Штатов, процесс, который он описал как «абсолютный ад». Через несколько недель после возвращения из Соединенных Штатов Кейнс умер от сердечного приступа в Тилтоне, своем фермерском доме недалеко от Фирла, Восточный Суссекс, Англия, 21 апреля 1946 года в возрасте 62 лет. Вопреки его желанию (он хотел, чтобы его прах был помещен в склеп в Кингсе), его прах был развеян на холмах Даунс над Тилтоном.
Оба родителя Кейнса пережили его: его отец Джон Невилл Кейнс (1852–1949) на три года, а его мать Флоренс Ада Кейнс (1861–1958) на двенадцать.

## Научная деятельность
Дж. М. Кейнс является центральной фигурой среди экономистов XX столетия, поскольку именно он создал основы современной макроэкономической теории, способной служить базой для бюджетной и кредитно-денежной политики.
Понять отношение Кейнса к экономической науке можно из некролога на смерть своего учителя Альфреда Маршалла, по сути, это его научная программа и идеал учёного-экономиста:

Великий экономист должен обладать редким сочетанием талантов… Он должен быть — в известной мере — математиком, историком, государственным деятелем и философом. Он должен мыслить символами и хорошо владеть словом. Он должен понимать частное в контексте общего и уметь одной мыслью с лёгкостью касаться абстрактного и конкретного. Он должен изучать настоящее в свете прошлого — ради будущего. Ничто в человеческой природе и институтах общества не должно ускользать от его внимания. Он должен быть одновременно целеустремлённым и обращённым к небу, как истинный художник, но при этом твёрдо стоять на ногах и быть практичным, как политический деятель.

Первой работой Дж. М. Кейнса стала статья «Недавние события в Индии», напечатанная в марте 1909 г. в «Экономическом журнале». В ней автор попытался установить взаимосвязь между движением цен в Индии и притоком и оттоком золота. Сбор статистических данных привёл молодого учёного, как он писал, в состояние восторга. В ноябре 1911 г. Дж. М Кейнса назначают редактором «Экономического журнала», что для его экономического образования стало важным.
После оставления службы в Казначействе в 1919 г. Дж. М. Кейнс в Королевском колледже Кембриджа приступает в октябре к чтению осеннего курса лекций «Экономические аспекты мирного договора», одновременно происходит вёрстка книги с тем же названием. Эти лекции произвели сильное впечатление на студентов и сделали Дж. М. Кейнса героем левых, хотя он никогда к ним не принадлежал. Тем не менее это предопределило возможности его теоретических концепций быть опорой идей лейбористской партии, и вместе с тем подход Дж. М. Кейнса не предполагал отрицание концепций консерваторов. «Экономические аспекты мирного договора» создали Кейнсу репутацию самого радикального среди молодых экономистов.
Кейнс участвовал в дискуссиях в Клубе политической экономии или Клубе Кейнса, которым он руководил с 1909 г. В Клуб Кейнса приходили студенты, аспиранты, друзья учёного, старшими членами Клуба Кейнса были многие ставшие потом известными экономисты. Центральной темой дискуссий в клубе были вопросы государственной политики, полемика была направлена против ошибок чиновников. В 1923 году выходит работа Дж. М. Кейнса «Трактат о денежной реформе», в которой автор не соглашается с политикой Английского банка. С 1925 г., когда Великобритания перешла к золотому стандарту, Дж. М. Кейнс приходит к мысли о том, что ошибки политиков — результат ошибочных теоретических представлений. После этого Кейнс всё больше времени уделяет теоретическим вопросам, в 1930 году выходит его работа «Трактат о деньгах».
Большинство учёных-экономистов относят выход в свет в 1936 году книги Дж. М.Кейнса «Общая теория занятости, процента и денег» к наиболее важным событиям в истории экономической мысли Запада в межвоенный период. В «Общей теории» впервые последовательно подвергнуты критике идеи Адама Смита. Дж. М. Кейнс в «Общей теории» рассматривает нестабильность рыночной капиталистической экономики и впервые в экономической науке доказывает необходимость государственного вмешательства в экономику. Это породило значительное количество научных работ, что сделало учёного одним из самых известных экономистов. Дж. М. Кейнс в своей работе акцентирует внимание на анализе соотношения инвестиций и сбережений с исследованием макроэкономической категории — эффективный спрос (центральная категория кейнсианства). В послевоенный период работа Дж. М. Кейнса даёт толчок к исследованиям в области теории экономического роста и циклического развития.
Кейнс завоевал репутацию талантливого участника различного рода дебатов, и Фридрих фон Хайек несколько раз отказывался обсуждать с ним вопросы экономики. Хайек в своё время выступал с резкой критикой идей Кейнса, в спорах между ними нашло отражение противостояние англосаксонской и австрийской традиции в экономической теории. После выхода «Трактата о деньгах» (1930) Хайек обвинил Кейнса в отсутствии у него теории капитала и процента и в неправильном диагнозе причин кризисов.
Широко известна также дискуссия (часто называется Дискуссия о методе) Кейнса с будущим лауреатом нобелевской премии по экономике Яном Тинбергеном, введшим регрессионные методы в экономическую науку. Эта дискуссия началась статьёй Кейнса «Метод профессора Тинбергена» (англ. Professor Tinbergen’s Method) в журнале «Economic Journal» и продолжалась в цикле статей разных авторов (между прочим, в ней принял участие и молодой Милтон Фридман). Однако, многие считают, что более интересное изложение этой дискуссии (в силу большей откровенности) было в частной переписке между Кейнсом и Тинбергеном, в настоящее время опубликованной в Кембриджском издании сочинений Кейнса. Смысл дискуссии заключался в обсуждении философии и методологии эконометрики, а также экономики вообще. В своих письмах Кейнс рассматривает экономику не столько как «науку о мышлении в терминах моделей», сколько как «искусство выбора соответствующих моделей» (моделей, соответствующих постоянно меняющемуся миру). Эта дискуссия стала во многом определяющей для развития эконометрики.

## Видение экономической науки
Кейнс стремился излагать важнейшие мысли — каковые он считал «ясными и, казалось, самоочевидными» — доступным языком, позволявшим говорить «просто о сложном». Он полагал, что экономическая наука должна быть интуитивной, то есть описывать окружающий мир языком понятным большинству людей. Кейнс был против излишней её математизации, мешавшей восприятию экономики неспециалистами.
Кейнс был одновременно философом, экономистом и исследователем нравов. Он не переставал задаваться вопросом о конечных целях экономической деятельности. Кейнс считал, что тяга к богатству — «любовь к деньгам», по его выражению, — оправдана лишь постольку, поскольку она позволяет «жить хорошо». А «жить хорошо» — это, по Кейнсу, не значит «жить богато», это значит «жить праведно». Для Кейнса единственным оправданием экономической активности человека является стремление к нравственному совершенствованию мира. Кейнс прогнозировал, что по мере роста производительности труда продолжительность рабочего дня будет сокращаться, что создаст условия, в которых жизнь людей станет «разумной, приятной и достойной». В этом и заключается ответ Кейнса на вопрос о том, зачем нужна экономическая наука.

## Сочинения
- Денежное обращение и финансы в Индии (Indian Currency and Finance, 1913)
- Экономические последствия мира (The Economic Consequences of the Peace, 1919)
- Трактат о вероятности (A Treatise on Probability, 1921)
- Трактат о денежной реформе (A Tract on Monetary Reform, 1923)
- Беглый взгляд на Советскую Россию (1925) // Д.Кейнс. Впечатления о Советской России. Должно ли государство управлять экономикой. М., 2015. С. 55-75.
- Конец laissez-faire (The end of laissez-faire, 1926)
- Трактат о деньгах (A Treatise on Money, 1931)
- Общая теория занятости, процента и денег (The General Theory of Employment, Interest and Money, 1936)
- Общая теория занятости (The general theory of employment, 1937)
- Метод профессора Тинбергена = Professor Tinbergen’s Method // Вопросы экономики. — 2007. — № 4.
- Письма о Советской России // Европейский альманах. История. Традиции. Культура. М., 1994. С. 130—137.